# Тайси (Хиого)
Тайси (яп. 太子町 Тайси-тё:) — посёлок в Японии, находящийся в уезде Ибо префектуры Хиого. Площадь посёлка составляет 22,62 км², население — 33 600 человек (1 августа 2014), плотность населения — 1485,41 чел./км².

## Географическое положение
Посёлок расположен на острове Хонсю в префектуре Хиого региона Кинки. С ним граничат города Химедзи, Тацуно.

## Население
Население посёлка составляет 33 600 человек (1 августа 2014), а плотность — 1485,41 чел./км². Изменение численности населения с 1980 по 2005 годы:
| 1980 | 26 686 чел. |  |
| 1985 | 29 663 чел. |  |
| 1990 | 30 477 чел. |  |
| 1995 | 31 634 чел. |  |
| 2000 | 31 960 чел. |  |
| 2005 | 32 555 чел. |  |

## Символика
Деревом посёлка считается камелия сасанква, цветком — подсолнечник однолетний.